# Gordian Meyer-Plath

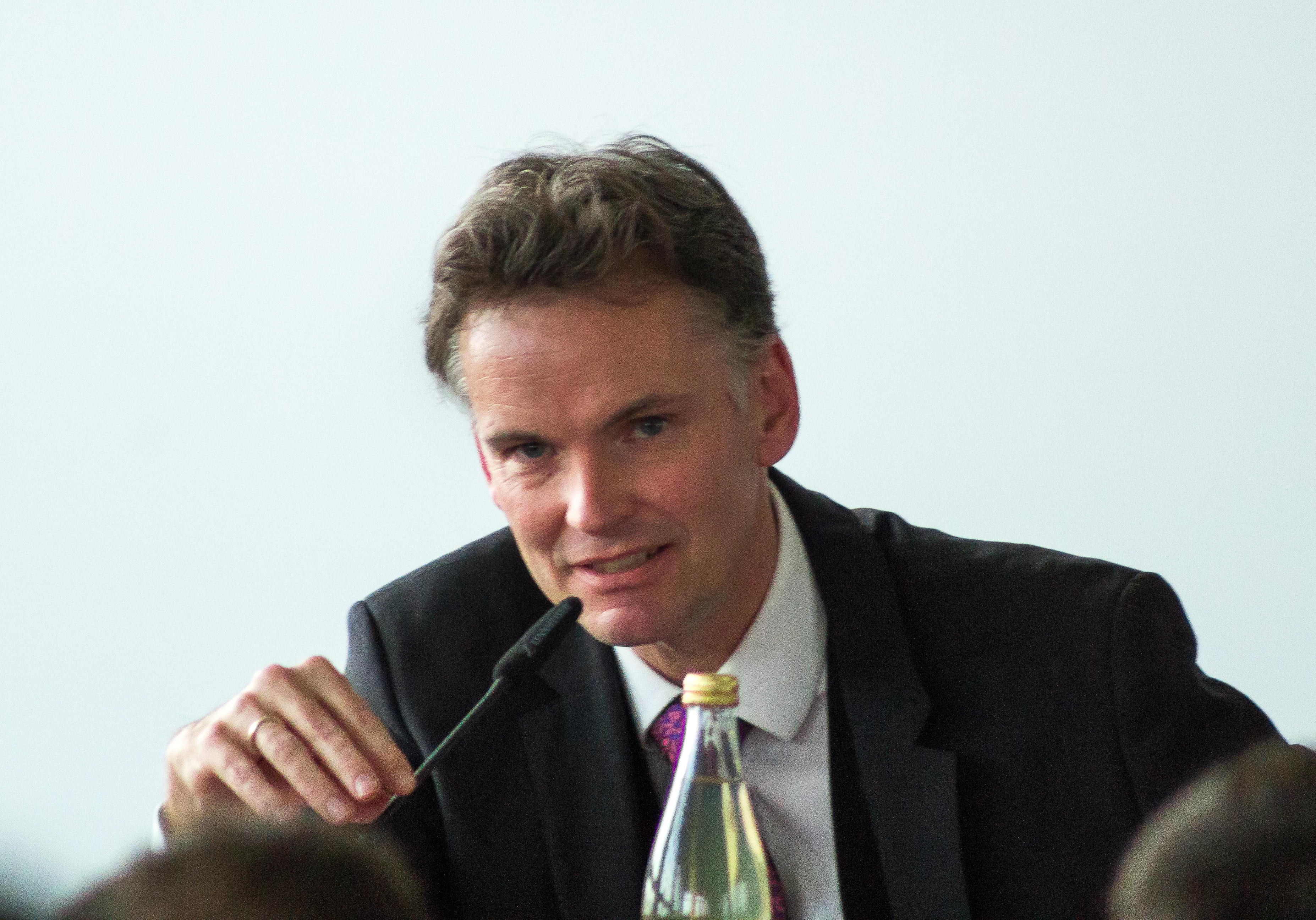
Gordian Meyer-Plath bei einer Podiumsdiskussion in Dresden, 2015

Gordian Meyer-Plath (* 7. August 1968 in Karlsruhe) ist ein ehemaliger deutscher Verfassungsschützer. Von 1. August 2013 bis 30. Juni 2020 war er Präsident des Landesamtes für Verfassungsschutz Sachsen. „...wegen verschiedener Pannen“ (Der Spiegel) wurde er zum 1. Juli 2020 ins Sächsisches Staatsministerium für Wissenschaft, Kultur und Tourismus versetzt. Zurzeit ist er im Referat 24 für Strukturwandel und Industriekultur, Europa und Internationales, Ko-Finanzierung von ausgewählten Bauvorhaben zuständig.

## Leben

### Studium und Familie
Nach dem Abitur 1987 in Königswinter studierte er von 1987 bis 1993 an der Universität Bonn und der University of Sussex in Brighton Mediävistik, Neuere Geschichte, Amerikanistik und Öffentliches Recht. Er ist Alter Herr der Burschenschaft Marchia Bonn, der er seit seiner Studienzeit angehört. Meyer-Plath ist verheiratet und hat zwei Kinder.

### Verfassungsschutz Brandenburg
Nach seinem Examen im Dezember 1993 bewarb Meyer-Plath sich unter dem Eindruck der damaligen rechten Gewaltwelle (siehe Rechte Gewalt in Deutschland) nach Eigenangaben gezielt beim Brandenburger Verfassungsschutz, der auf Betreiben der Landesregierung im Bereich Rechtsextremismus mit Geisteswissenschaftlern besetzt werden sollte, und war dort ab April 1994 tätig. Er stieg im brandenburgischen Innenministerium als Referent für Rechtsextremismus in der „Auswertung politischer Extremismus“ ein, wurde dann stellvertretender Leiter des Referats „Beschaffung politischer Extremismus“ und später Leiter des Referats „Auswertung und Beschaffung politischer Extremismus“. 2007 nahm er am halbjährigen Seminar für Sicherheitspolitik der Bundesakademie für Sicherheitspolitik (BAKS) teil. Im Jahr 2008 war er (während das Land Brandenburg den Vorsitz in der Innenministerkonferenz innehatte) Vertreter des Landes in der Deutschen Islamkonferenz.
Im April 2013, als der erste Bundestags-Untersuchungsausschuss zur Terrorgruppe NSU die Rolle von V-Männern untersuchte, wurde Meyer-Plath wegen seiner Rolle als V-Mann-Führer von Carsten Szczepanski (Deckname „Piatto“ oder Piato) beim LfV Brandenburg vernommen. Der Fall „Piatto“ war deshalb so brisant, weil dieser im August 1998 dem brandenburgischen LfV gemeldet hatte, ein Blood & Honour-Führer aus Chemnitz sei beauftragt worden, Waffen für das später als Nationalsozialistischer Untergrund bekannt gewordene Trio zu besorgen. Der entscheidende Hinweis wurde allerdings im Zusammenhang mit einem Treffen „Piattos“ mit seinem zweiten V-Mann-Führer Reinhard G. gegeben. Beate Zschäpe, Uwe Mundlos und Uwe Böhnhardt waren 1998 untergetaucht und lebten jahrelang unerkannt im sächsischen Chemnitz und Zwickau. Die Informationen zu den Dreien wurden jedoch nie an die Thüringer Polizei weitergeleitet, die nach ihnen fahndete. Szczepanski war am 15. Februar 1995 wegen gemeinschaftlich begangenen versuchten Mordes an einem Schwarzafrikaner zu acht Jahren Freiheitsstrafe verurteilt worden und hatte sich 1994 mit einer Postkarte beim Verfassungsschutz beworben. Inzwischen würde er einen solchen Straftäter nicht mehr als V-Person engagieren, sagte Meyer-Plath aus und gab zu bedenken: „Ich war damals ein Frischling und für die moralische Bewertung des Falls fehlten mir die Maßstäbe“. Der Obmann der Linksfraktion im Brandenburger NSU-Untersuchungsausschuss Volkmar Schöneburg beschuldigte Meyer-Plath der Falschaussage vor dem Ausschuss und warf ihm vor, dem wegen Mordversuchs verurteilten Neonazi Szczepanski dabei geholfen zu haben, im Gefängnis das von ihm von 1992 bis 1999 herausgegebene Neonazi-Fanzine United Skins für die militante Naziszene zu produzieren.

### Wissenschaftlicher Mitarbeiter im Bundestag
Zum 1. November 1998 wechselte Meyer-Plath als wissenschaftlicher Mitarbeiter zur erstmals in den Bundestag eingezogenen Brandenburger CDU-Politikerin Katherina Reiche. Er kehrte zum 17. April 2001 zum Brandenburger Verfassungsschutz zurück.

### Verfassungsschutz Sachsen
Mit Wirkung zum 15. August 2012 wurde er, kommissarisch für ein halbes Jahr abgeordnet, zum Präsidenten des Landesamtes für Verfassungsschutz Sachsen ernannt. Am 25. Juni 2013 berief die sächsische Landesregierung ihn auf Vorschlag Markus Ulbigs mit Wirkung zum 1. August 2013 zum Präsidenten. Sein Vorgänger war der wegen Ungereimtheiten bei den Ermittlungen zu den Morden des rechtsterroristischen NSU zurückgetretene Reinhard Boos. Als Konsequenz aus den Pannen des Geheimdienstes wurde die Behörde neu strukturiert. Meyer-Plath sollte Transparenz und einen Philosophiewechsel einleiten.
Wegen seiner Mitgliedschaft in der Burschenschaft Marchia Bonn geriet Meyer-Plath im Juni 2014 in die Kritik. Er hatte erstmals in einem Interview am 13. Juni 2014 berichtet, er sei dort Alter Herr, und das zuvor nicht öffentlich gemacht, da er es als „Privatsache“ betrachte, nämlich als „Ausdruck meines privaten Engagements für Gesellschaft und Demokratie“, das „nicht in allen beruflichen Zusammenhängen relevant“ sei. Die Opposition im Sächsischen Landtag warf der Regierung vor, den „Rechtsextremismus von Burschenschaften“ zu ignorieren und hielt die Nähe von Burschenschaften und Sicherheitsdiensten für problematisch. Die Opposition bemängelte, dass auf die „jährlichen Kleinen Anfragen zu rechtsextremistischen Aktivitäten an sächsischen Hochschulen regelmäßig keine Auskunft zu Veranstaltungen der Burschenschaften“ erfolge.
Am 30. Juni 2020 wurde bekannt, dass Meyer-Plath nicht mehr Chef des sächsischen Verfassungsschutzes ist und zum 1. Juli im Staatsministerium für Wissenschaft, Kultur und Tourismus eingesetzt wird. Der sächsische Innenminister Roland Wöller begründete den Wechsel nicht. Zugleich wurde über die Medien bekannt, dass zuvor eine Löschanweisung durch den im Staatsministerium des Innern die Fachaufsicht ausübenden Referatsleiter Dirk-Martin Christian für Daten von Abgeordneten der Alternative für Deutschland, darunter vier Landtagsabgeordneten, eines Europaabgeordneten sowie drei Bundestagsabgeordneten, einschließlich des Parteivorsitzenden Tino Chrupalla, ergangen sein soll, der sich Meyer-Plath wochenlang widersetzt habe. Zuvor hatte Christian bereits abgelehnt, die Pegida zum Beobachtungsfall des Sächsischen Verfassungsschutzes zu erklären.
Neuer Chef des sächsischen Verfassungsschutz ist seit 1. Juli 2020 Dirk-Martin Christian.